# پست‌بوم سیبری شمالی
پست‌بوم سیبری شمالی (روسی: Северо-Сибирская низменность) که به‌نام پست‌بوم شبه‌جزیره تایمیر (Таймырская низменность) نیز شناخته می‌شود، دشتی با ناهمواری‌های تقریباً مسطح است که کوه‌های بیرانگا در شبه‌جزیره تایمیر در شمال را از فلات سیبری مرکزی در جنوب جدا می‌کند. به سمت جنوب‌شرقی حوضه پست النیوک (Olenyok) با پست‌بوم یاقوتستان مرکزی ادغام می‌شود.
این پست‌بوم (Lowland) یکی از مناطق بزرگ روسیه به‌شمار می‌رود که از نظر تقسیمات کشوری، بخش عمده آن در سرزمین کراسنویارسک و بخش کوچکی از آن در جمهوری یاقوتستان واقع شده‌است. دوبینکا، نوریلسک و خاتانگا مهم‌ترین شهرهای این منطقه هستند.

## جغرافیا
پست‌بوم سیبری شمالی در اراضی پست میان رودهای ینی‌سئی و اولنیوک در در سرزمین کراسنویارسک و جمهوری یاقوتستان قرار دارد. طول آن حدود ۱٬۴۰۰ کیلومتر است و عرض آن به ۶۰۰ کیلومتر می‌رسد. این پست‌بوم به‌صورت پشته‌های همواری است که ارتفاع آن بین ۲۰۰ تا ۳۰۰ متر است که چاله‌های باتلاقی فراوان و دریاچه‌های متعدد دارد.

## زمین‌شناسی
این پست‌بوم از نهشته‌های دریایی و یخچالی تشکیل شده که بر روی بستری از ماسه‌سنگ و آرژیلیت قرار دارند. خاک منجمد نوع غالب خاک در پست‌بوم سیبری شمالی است و پدیده‌های مرتبط با خاک‌های منجمد در این منطقه به چشم می‌خورد.